# Economías de aglomeración
En economía urbana, las economías de aglomeración hace referencia a los beneficios obtenidos por las empresas por localizarse en las cercanías de otras ('aglomeración').  Este concepto está relacionado con las ideas de economías de escala y efectos de red. Mientras más empresas en campos relacionados se establezcan en áreas contiguas, sus costos de producción pueden declinar significativamente (las empresas tienen que competir por proveedores múltiples; un resultado de aglomerarse sería una mayor división y especialización en el trabajo). Incluso al competir las empresas en la misma aglomeración del sector,  puede haber ventajas porque el grupo atrae más los proveedores y los clientes que lo que una empresa sola podría conseguir. Las ciudades conforman y expanden economías de aglomeración.
Por su parte, las 'deseconomías de aglomeración' son el caso opuesto. La competencia adicional disminuye el poder de fijación de precios. Desde el punto de vista espacial, por ejemplo, la concentración de industrias orientadas al sector automotor en determinadas áreas puede crear problemas de hacinamiento y congestión del tráfico. Es esta tensión entre economías y deseconomías la que permite a las ciudades crecer sin llegar a ser a ser demasiado grandes.
Las economías de aglomeración están estrechamente asociadas con economías de la escala y los efectos de red mencionadas anteriormente. Un resultado positivo, economías de aglomeración, sólo será conseguido si los beneficios sobrepasan las desventajas. El resultado definitivo de economías de aglomeración es la formación y crecimiento de una ciudad. 
El concepto básico de economías de aglomeración es que la producción está facilitada cuándo hay aglomeración de la actividad económica. La existencia de economías de aglomeración es determinante en la explicación de cómo aumentan las ciudades en tamaño y población, el cual coloca este fenómeno en una escala más grande. La concentración de la actividad económica en las ciudades es la razón de su existencia.  

## Ventajas de la aglomeración
Cuando las empresas forman clústeres de actividad económica, hay determinadas estrategias de desarrollo que fluyen en y a través de esta área de actividad económica. Esto ayuda a acumular información y el flujo de ideas nuevas e innovadoras entre las empresas para la consecución de lo que los economistas llaman rendimientos crecientes a escala.
Los rendimientos crecientes a escala y economías de escala, son internas a una empresa y puede permitir el establecimiento de más de la misma empresa fuera de la zona o región. Las economías de escala externas a una empresa son el resultado de la proximidad espacial y se les conoce como economías de aglomeración de escala. Las economías de aglomeración pueden ser externos a una empresa pero internas a una región. Es importante señalar que estos rendimientos crecientes a escala son un factor importante que contribuye al crecimiento de las ciudades. Existen economías de aglomeración cuando la producción es más barata debido a esta agrupación de la actividad económica. Como resultado de esta agrupación se hace posible establecer otras empresas que se aprovechan de estas economías sin unirse a cualquier gran organización. Este proceso puede ayudar a urbanizar áreas.

## Desventajas de la aglomeración

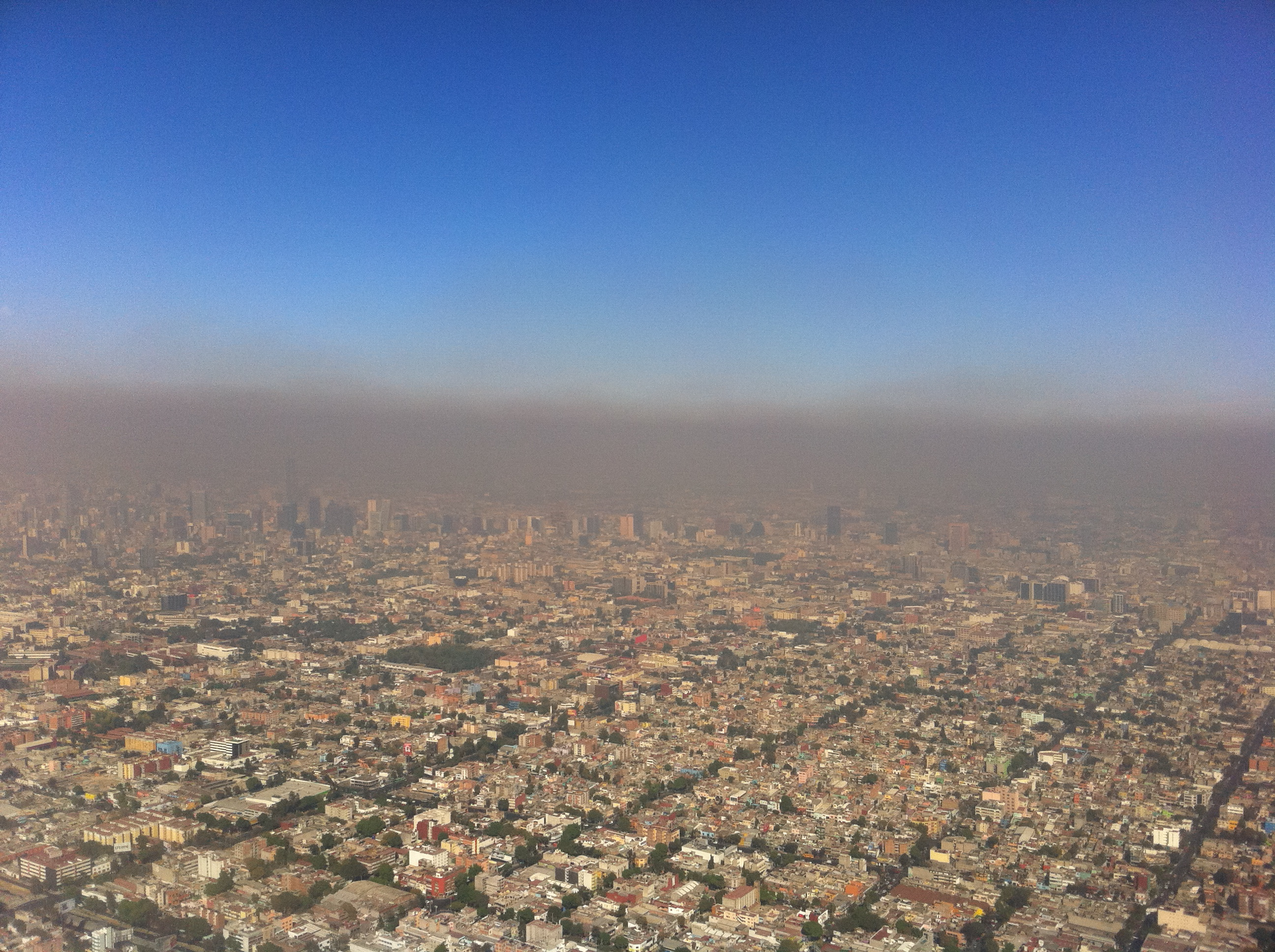
Una de las desventajas de la aglomeración: contaminación en México D.F.

Mientras la existencia de las ciudades sólo pueden persistir si las ventajas sobrepasan las desventajas, la aglomeración también puede llevar a la congestión de tráfico, la contaminación y otras externalidades negativas causadas por la aglomeración de un grupo de empresas y personas y que esto puede llevar a deseconomías de escala. Otra fuente de deseconomías de aglomeración —mayor hacinamiento e incremento de tiempos de espera— pueden ser observados en disciplinas o industrias que está caracterizado por el acceso restringido a instalaciones de producción o recursos. Como se dijo anteriormente, estos factores son los que disminuyen el poder de fijación de precios de las empresas, debido a los muchos competidores en la zona, así como la escasez de mano de obra y la falta de flexibilidad en las empresas y sus trabajadores. Las grandes ciudades experimentan estos problemas, y es esta tensión entre las economías y deseconomías de aglomeración la que puede contribuir al crecimiento de la zona, controlar el crecimiento de la zona, o hacer que el área experimente falta de crecimiento. Las formas de mantener un resultado estable para las economías de aglomeración es crear clusters para la "difusión de conocimientos" que prevalezcan sobre estas externalidades negativas.

## Tipos de economías

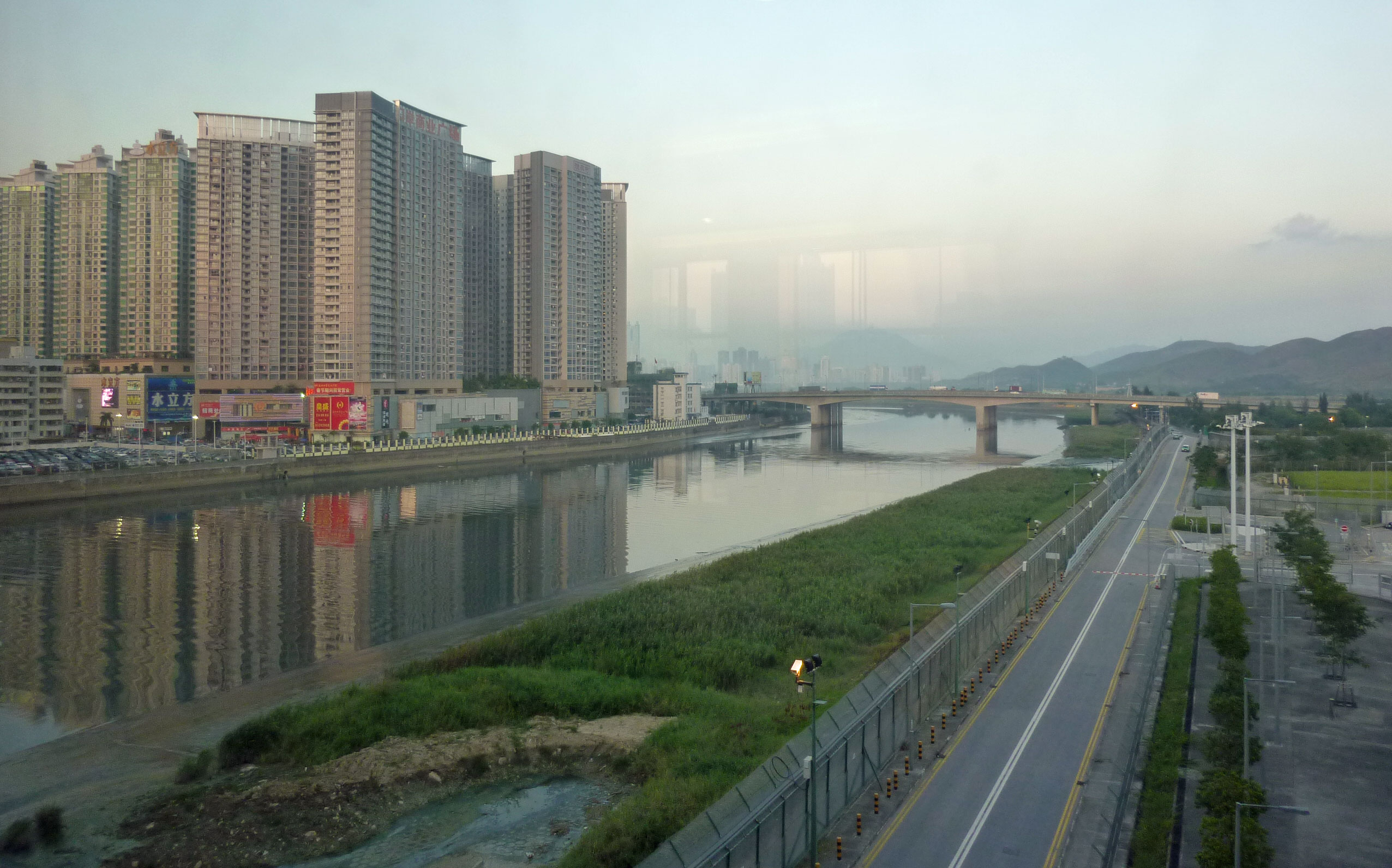
La cercanía de la ciudad china de Shenzhen con la RAE de China de Hong Kong le permite disfrutar de economía de localización

Hay dos tipos de economías que se consideran de gran escala y tienen economías externas de escala: economías de localización y economías de urbanización. Economías de localización surgen de muchas empresas en la misma industria situada cerca uno del otro. Hay tres fuentes de economías de localización: La primera es el beneficio de la agrupación del trabajo, que es la accesibilidad que las empresas tienen a una variedad de trabajadores calificados, que a su vez ofrece oportunidades de empleo para los trabajadores. El segundo beneficio es el desarrollo de las industrias debido a los rendimientos crecientes a escala en insumos intermedios para un producto; y la tercera fuente es la relativa facilidad de la comunicación y el intercambio de materiales de construcción, trabajadores e ideas innovadoras debido a la proximidad entre las empresas.

## Modelo centro-periferia
Mientras que las economías de localización y urbanización, así como sus fuentes son cruciales para el mantenimiento de las economías de aglomeración y ciudades, es importante entender el resultado a largo plazo de la función de las economías de aglomeración que se relaciona con el modelo centro-periferia. El modelo centro-periferia básicamente caracteriza una cantidad de la actividad económica en un área principal rodeada por un área remota de la actividad menos densas. La concentración de esta actividad económica en un área (generalmente el centro de la ciudad) permite el crecimiento y la expansión de la actividad en otros y que rodean áreas debido a las decisiones de localización y minimización de costos de las empresas dentro de estas economías de aglomeración sostener una alta productividad y ventajas que por lo tanto permite que crezcan fuera de la ciudad (núcleo) y en la periferia. Una pequeña disminución en el costo fijo de producción puede aumentar la gama de lugares para su posterior establecimiento de empresas que llevan a la pérdida de concentración en la ciudad y, posiblemente, el desarrollo de una nueva ciudad fuera de la ciudad original donde la aglomeración y los rendimientos crecientes a escala existían.
Si las economías de localización fueron el principal factor que contribuye a por qué existen las ciudades con la exclusión de las economías de urbanización, entonces tendría sentido para cada empresa en la misma industria para formar su propia ciudad. Sin embargo, en un sentido más realista las ciudades son más complejas que eso, lo que resulta la razón de la combinación de economías de localización y urbanización para formar grandes ciudades.

## Fuente de las economías
A partir de la localización de las empresas surge la puesta en común del mercado de trabajo. Las grandes poblaciones de trabajadores calificados entran en el área y son capaces de intercambiar conocimientos, ideas e información. Cuantas más firmas allí están en esta área, mayor será la competencia es la obtención de los trabajadores y por lo tanto se traduce en mayores salarios para los trabajadores. Sin embargo, mientras menos empresas haya y más trabajadores estén, menor será el salario para los trabajadores.
La segunda contribución a las economías de localización es el acceso a bienes y servicios especializados para las empresas de la agrupación. Este acceso a los bienes y servicios especializados son conocidos como insumos intermedios y proporciona rendimientos crecientes a escala a cada una de las empresas ubicadas dentro de esa área debido a la proximidad de fuentes dedisponibles necesarias para la producción. Si los insumos intermedios son tranzables, forman una noción de centro-periferia que tendrá muchas empresas localizadas unas cerca de otras y su vez cerca de sus fuentes necesarias. Si hay recursos y servicios cercanos transables, pero no las industrias relacionadas en la misma zona, no existen vínculos de red y, por tanto, hace que sea difícil para todas las empresas de la zona para obtener los recursos y aumentar la producción. Los costos de transporte asociados con la disminución de la agrupación de las empresas conduce al aumento en la probabilidad a un patrón de núcleo-periferia; donde el resultado de esto será más insumos intermedios se centrarán en el centro y por lo tanto va a atraer a más empresas de sectores relacionados.
La tercera fuente en relación con las economías de localización es el "derrame tecnológico". Una ventaja final de esta fuente es que la agrupación en campos específicos conduce a una difusión más rápida de las ideas o de la adopción de las ideas. Para que la producción sea llevada a su nivel máximo y se pueda vender sus productos, las empresas requieren de algún tipo de acceso viable a los mercados de capitales. Las nuevas formas de la tecnología puede crear problemas e involucrar riesgos; la agrupación de empresas crea una ventaja de reducir la cantidad de incertidumbre y complicaciones involucradas con el uso de las nuevas tecnologías a través de flujo de información. Los negocios bancarios y la tecnología se concentran en áreas específicas y por lo tanto se beneficia la empresa localizada cerca de estas zonas. Este impacto tecnológico específicamente en el campo de las comunicaciones proporcionará y limitará a la barrera entre empresas del mismo sector situado más lejos, así como los alrededores, que daría lugar a una mayor concentración de flujo de información y la producción económica y la actividad. Además, los derrames tecnológicos pueden ser más beneficiosos para ciudades más pequeñas en su crecimiento de las ciudades más grandes debido a las redes de información existentes en las grandes ciudades que ya han ayudado a formar y crecer.

## Bases para redistribución estatal de áreas suburbanas a ciudades
El logro de economías de aglomeración es la razón por la que muchos gobiernos estatales de Estados Unidos redistribuyen el ingreso de sus suburbios acomodados a las localidades urbanas más pobres. Esto se logra a menudo a través de subvenciones a los gobiernos locales de acuerdo con los criterios que favorecen las comunidades de bajos ingresos. Los habitantes de los suburbios se benefician de esta redistribución, porque muchos trabajan en las ciudades y visitan los centros de las ciudades que no sería sostenible en sus propios ingresos fiscales. Por ejemplo, las ciudades que no pueden permitirse el lujo de ofrecer protección contra incendios y policial adecuada o escuelas no son lugares donde las empresas quieren establecerse, y por lo tanto no pueden maximizar el efecto de aglomeración sin este tipo de redistribución del ingreso.